# Fundación Juan March
Fundación Juan March és una entitat cultural i benèfica de caràcter privat, creada el 1955 per Joan March i Ordinas nascuda de l'interès per la cultura espanyola i de la voluntat d'afavorir, mitjançant una política d'ajudes, beques i pensions, l'estudi, la investigació i la creació en els més diversos camps de la cultura i de la ciència.
La literatura i el teatre han estat molt presents en les activitats culturals de la Fundació. Així, a partir de 1975, la Fundació ha organitzat més de 450 conferències, reunions i actes diversos. Des dels seus inicis, la Fundació donà suport també a les ciències biomèdiques, concedint al llarg dels seus 50 anys d'història unes 800 beques i ajuts tant per a la investigació com per a l'adquisició de materials. Ha promogut també 200 trobades científiques. Destaca la creació d'una Biblioteca de la Ciència, integrada per 1.412 volums que foren donats a l'Acadèmia de Ciències Exactes, Físiques i Naturals.
En el camp de l'art, destaca la labor de recuperació i conservació del patrimoni artístic; en són exemple nombrosos retaules gòtics de diverses esglésies de Mallorca. La Fundació ha organitzat un total de 560 exposicions monogràfiques de grans artistes internacionals i moviments artístics, principalment del segle xx, visitades per més de 10 milions de persones. Ha concedit també 500 ajuts per a estudis i treballs de creació. Amb el nom de Col·lecció March, la Fundació inaugura el 1990 el Museu d'Art Espanyol Contemporani de Palma. Després de diverses reformes i ampliacions, en les 16 sales exhibeix 69 obres de 52 autors espanyols. Compta, a més, amb sales per a exposicions temporals.
Les ciències socials, la música, les humanitats, el dret, les ciències sagrades, la filosofia, la història, l'arquitectura i l'urbanisme, les ciències de la informació, i d'altres disciplines, han estat també objecte d'interès de la Fundació Juan March, a través de premis, ajuts, beques, programes d'investigació i de nombroses activitats.
De la tasca desenvolupada per la Fundació Juan March s'han de ressaltar les tres biblioteques per a investigadors, creadors intèrprets i públic en general. Així, el 1977 es creà la Biblioteca de Teatre Espanyol Contemporani i el 1983 el Centre de Documentació de Música Espanyola Contemporània, actualment fusionats en la Biblioteca Espanyola de Música i Teatre Contemporanis, la qual disposa de més de 150.000 documents. La Fundació és titular de la Biblioteca de Ilusionismo i de la Biblioteca Julio Cortázar. El 2006 va rebre el Premi Ramon Llull.